# Johanne Juell
Johanne Regine Juell, född Elvig 1847 i Bergen, död 1882, var en norsk skådespelerska.
Juell debuterade 1865 i Bergen och var från 1866 en av Christiania Theaters mest använda skådespelerska och publikens gunstling. Det var framför allt i Henrik Ibsens och Bjørnstjerne Bjørnsons nutidsskådespel som hennes talang kom till uttryck; hon blev Norges första stora realistiska skådespelare, och hennes största roll var en temperamentsfull, verklighetsnära Nora i Et dukkehjem.
Hon var i sitt första äktenskap med skådespelaren Mathias Juell (1835-1894) mor till Johanne Dybwad. 1881 gifte hon sig med Arnoldus Reimers.